# Stegosauria

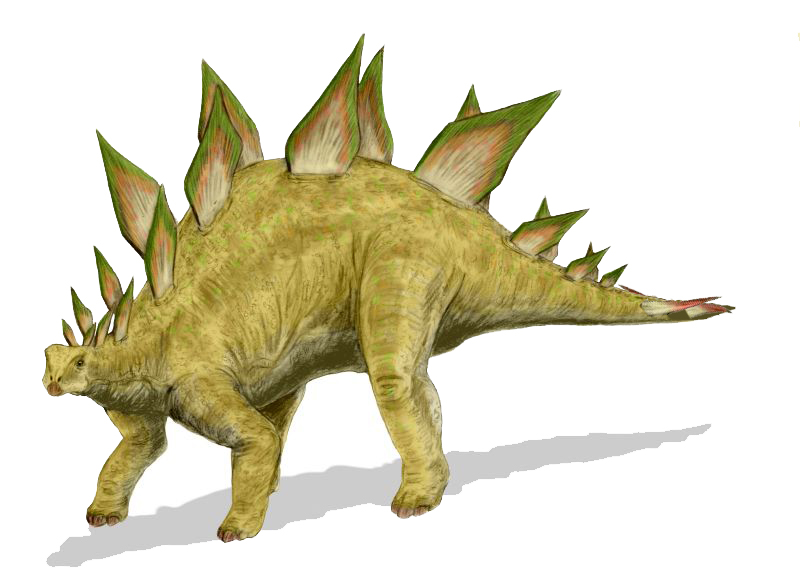
Stegosaurus

De Stegosauria of stegosauriërs zijn een groep plantenetende ornithischische dinosauriërs behorend tot de groep van de Thyreophora, die leefden van het middelste Jura tot en met het vroege Krijt.

## Definitie
De naam werd het eerst gebruikt door Othniel Charles Marsh in 1877 voor een orde die Stegosaurus omvatte.
Een klade Stegosauria werd het eerst gedefinieerd door Peter Malcolm Galton in 1997 als alle thyreofore Ornithischia die nauwer verwant zijn aan Stegosaurus dan aan Ankylosaurus. Paul Sereno gaf in 1998 een iets andere definitie: alle Eurypoda nauwer verwant aan Stegosaurus dan aan Ankylosaurus. In 2005 gaf hij een iets exactere definitie: de groep bestaande uit Stegosaurus stenops en alle soorten nauwer verwant aan Stegosaurus dan aan Ankylosaurus magniventris. De groep wordt volgens sommige definities strikt onderverdeeld in de zustergroepen Huayangosauridae en Stegosauridae; volgens de definitie die Sereno sinds 2005 aan de Stegosauridae geeft, zijn er ook basale Stegosauria mogelijk.

## Evolutie

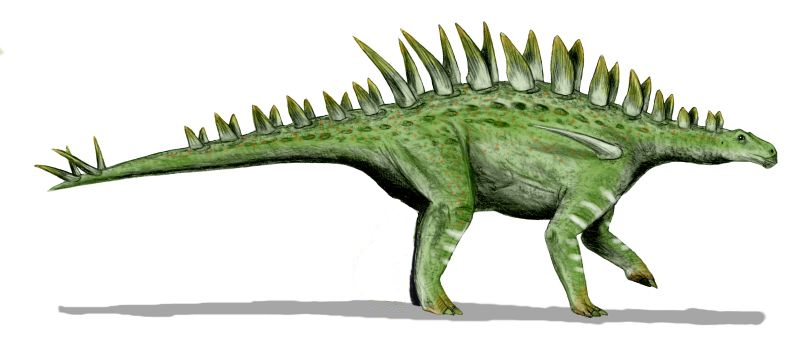
Huayangosaurus, de basaalste bekende stegosauriër

De Stegosauria zijn herbivoren, de zustergroep van de Ankylosauria binnen de thyreofore Eurypoda. Het punt van afsplitsing lag wellicht in het vroege Jura. De raadselachtige Isaberrysaura stamt uit het Bajocien. De oudste en meest basale bekende zekere soort is Huayangosaurus uit het Bathonien van China, ongeveer 166 miljoen jaar oud. Aan dat dier is duidelijk zichtbaar dat de stegosauriërs oorspronkelijk sterk leken op de vroege gepantserde dinosauriër, thyreofoor, Scelidosaurus. Het waren eerst vrij kleine dieren met een lage romp die nog konden rennen. Hun bovenlichaam werd beschermd door rijen osteodermen waaronder een stekel op de schouder, de voorste osteoderm van een flankrij. Ook hadden ze een kleine staartknots. Terwijl de ankylosauriërs daarna een steeds lagere bouw kregen en zich specialiseerden in een zwaar pantser, zouden de stegosauriërs een ander evolutionair pad bewandelen. Hun romp werd juist hoger door steeds langere en rechtere achterpoten. Hierdoor verloren ze het vermogen te rennen. Soorten met zo'n vorm waren voor zover bekend allen leden van de Stegosauridae. Het moeten relatief trage dieren geweest zijn die hun verdediging zochten in het gevecht. Ze verdedigden zich dus niet passief tegen roofdieren door een pantser maar actief met een hoog geplaatste staart. Die had bij latere vormen geen knots meer aan het uiteinde maar lange stekels die samen de zogenaamde "thagomizer" vormden. De osteodermen van de rug werden ook stekels, geplaatst in twee rijen. Bij nog latere vormen veranderden die weer grotendeels in grote rugplaten. De kop was al bij vroege vormen erg langwerpig geworden. Het voorste deel van de romp was gedrongen en de voorpoten waren bijzonder krachtig om zich af te zetten en zo met de staart te kunnen zwiepen. Deze methode werkte goed tegen de toenmalige theropode roofdieren omdat die hun prooi niet besprongen maar verwonden door er naast te gaan lopen en uitvallen te doen met de kop. De basis van de staart werd versoepeld door het verdwijnen ven verbeende pezen. De hoge rug had wervels met een zeer hoge wervelboog en zeer schuin omhoog gerichte zijuitsteeksels. Om de hand voor het afzetten te versterken, vergroeiden de polsbeenderen tot twee blokken, het ulnare en het radiale.
Hun bloeiperiode bereikten de Stegosauria in het Late Jura. Het waren toen vrij kleine tot middelgrote vormen. Stegosaurus stenops kon een lengte bereiken van tegen de negen meter. Stegosauriërs konden toen worden aangetroffen in Noord-Amerika, Europa, China en Afrika en vormden een belangrijk deel van de fauna. Uit Zuid-Amerika, Australië en India zijn echter geen eenduidige resten bekend. Dit wijst er vermoedelijk op dat de vroege stegosauriërs in het zuiden, in wat later Gondwana zou worden, al snel waren verdrongen door ankylosauriërs. De Stegosauridae ontwikkelden zich kennelijk in het noorden en alleen Afrika werd van daaruit door hun gekoloniseerd.

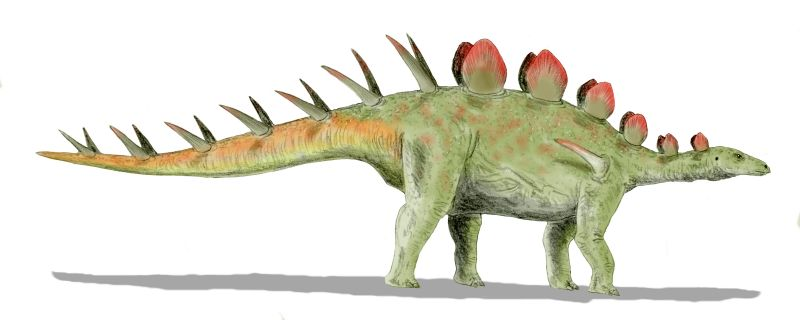
Chialingosaurus

Er zijn niet heel veel stegosauriërs bekend en van de meeste wel bekende soorten zijn de resten beperkt en dan vaak ook nog eens slecht beschreven. Het is daarom moeilijk hun precieze onderlinge verwantschappen vast te stellen. Het is duidelijk dat Huayangosaurus heel basaal is, diep onder in de stamboom staat. In China is een aantal oude vondsten, uit het Callovien-Oxfordien, benoemd onder de namen Chungkingosaurus, Chialingosaurus en Tuojiangosaurus die wellicht in feite één enkele soort vormen. Het gaat hier om duidelijk meer afgeleide, hoger in de stamboom staande, vormen met een stegosauride uiterlijk. Hetzelfde geldt voor de ongeveer even oude, 163 miljoen jaar, en eveneens uit China afkomstige Gigantspinosaurus. De evolutie van stekels en platen is bij deze vormen niet helemaal duidelijk. Chialingosaurus en Tuojiangosaurus lijken een combinatie van platen en een thagomizer te hebben gehad maar hadden wellicht hun schouderstekel verloren. Die was juist erg groot bij Gigantspinosaurus. Ongeveer even oud zijn vondsten uit Engeland en Frankrijk die benoemd zijn onder de namen Lexovisaurus en Loricatosaurus; hoogstwaarschijnlijk gaat het in feite om één taxon. Het kan zijn dat het een meer afgeleide soort betreft maar het fossiel materiaal is te beperkt om dat erg zeker te maken.

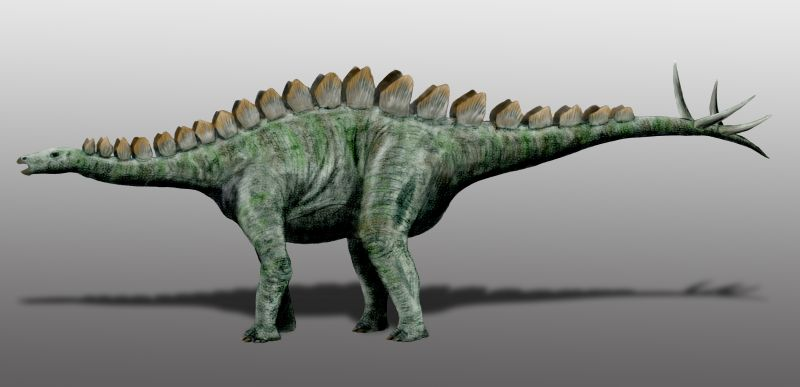
Miragaia

Het beeld uit het Opper-Jura, lagen van 156 tot 145 miljoen jaar geleden, waarin de meeste soorten gevonden zijn, is nog complexer. Uit Europa is Dacentrurus bekend en de Portugese Miragaia. Deze geslachten zijn nauw verwant in de Dacentrurinae en wellicht een en dezelfde soort. In Afrika is Kentrosaurus gevonden, een kleine vorm met rijen stekels op de staart en een schouderstekel. Dacentrurus werd vroeger als een typisch "primitieve" vorm gezien — maar hetzelfde gold voor Kentrosaurus. Welke in feite het meest basaal is, blijft nog onduidelijk. Uit China is Jiangjunosaurus bekend, wellicht ook een basale stegosauride. De meest afgeleide soorten zijn gevonden in Noord-Amerika. Het gaat hier om de iets oudere Hesperosaurus en verschillende exemplaren die benoemd zijn als soorten van Stegosaurus. Deze vormen hadden grote rugplaten terwijl een schouderstekel vermoedelijk ontbrak.
Na de overgang tussen Jura en Krijt lijkt de diversiteit van de stegosauriërs duidelijk te zijn afgenomen. Uit het Krijt van Engeland is Craterosaurus gevonden, een zeer fragmentarische vondst van onduidelijke precieze ouderdom. Ook fragmentarisch is de 140 miljoen jaar oude Paranthodon uit Zuid-Afrika. De enige soort waarvan wat uitgebreidere resten uit het Krijt bekend zijn is de Chinese Wuerhosaurus, ongeveer 110 miljoen jaar oud. Duidelijke jongere resten zijn onbekend en het is mogelijk dat de groep nog voor het Opper-Krijt is uitgestorven. De Indiase Dravidosaurus die een tijdje als een mogelijke laat overlevende stegosauriër werd gezien, bleek in 1991 een plesiosauriër te zijn geweest.
De teruggang van de groep hangt misschien samen met een verandering in de flora. Stegosauriërs hadden kleine spitse koppen met een nauwe hoornsnavel waarmee ze hoogwaardige, energierijke, stukken plant selectief mee afbeten, waarschijnlijk de harten van lage palmvarens en Cycadeoidales. Bij de overgang naar het Krijt werden deze geleidelijk vervangen door bloeiende planten, bedektzadigen. Door het steeds verder teruglopen van hun voedselbronnen, kunnen de stegosauriërs in diversiteit en absolute aantallen zijn afgenomen wat de kans op een totaal uitsterven vergrootte.

## Fylogenie
Stegosauria
- Huayangosauridae
  - Huayangosaurus
  - ?Regnosaurus
- Stegosauridae
  - Chungkingosaurus
  - Chialingosaurus
  - Craterosaurus
  - Dacentrurus
  - Gigantspinosaurus
  - Hesperosaurus
  - Jiangjunosaurus
  - Kentrosaurus
  - Lexovisaurus
  - Loricatosaurus
  - Miragaia
  - Monkonosaurus
  - Paranthodon
  - Stegosaurus
  - Tuojiangosaurus
  - Wuerhosaurus

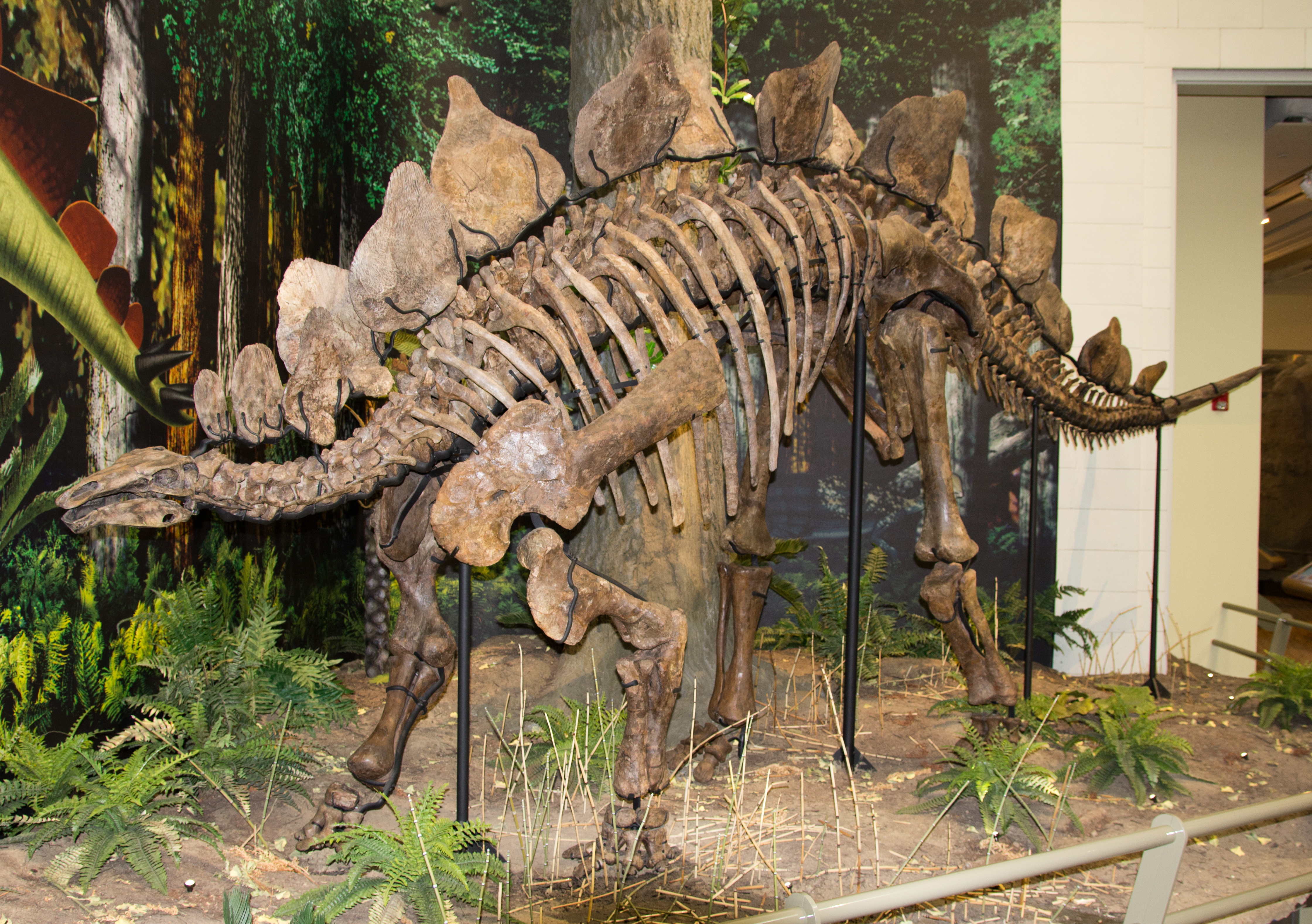
Deze skeletopstelling van Stegosaurus ungulatus weerspiegelt de modernere opvattingen over stegosauriërs: de nek is relatief hoog, de voorpoten staan niet gespreid en de staart hangt niet op de grond

Een mogelijke stamboom van de Stegosauria is de volgende, naar een studie van Kenneth Carpenter uit 2001:
Stegosauria
|--Huayangosaurus
```
`--
Stegosauridae

`--+-?
Chungkingosaurus

`--+--
Chialingosaurus

`--+--+--
Wuerhosaurus
```

| `--+--Dacentrurus
| `--Hesperosaurus
```
`--+--
Tuojiangosaurus

`--+--+--
Kentrosaurus
```

| `--Lexovisaurus
```
`--+--
Stegosaurus stenops

`--
S. ungulatus
 (=?
S. armatus
)
```

## Ontdekkingsgeschiedenis
Het eerste bekende fossiel dat wellicht aan een stegosauriër toebehoort, werd vermoedelijk in het begin van de negentiende eeuw in Engeland gevonden en in 1848 beschreven als Regnosaurus. In 1845 werd in Zuid-Afrika Paranthodon ontdekt. In 1874 werd uit Engeland Craterosaurus beschreven. Alle drie de vondsten waren zeer fragmentarisch en het zou tot de twintigste eeuw duren voordat men überhaupt begreep dat het om stegosauriërs zou kunnen gaan. Enig besef dat er zo'n aparte groep zou hebben kunnen bestaan, was er op het moment van de ontdekkingen nog niet.
Pas in 1874 werden in Engeland resten ontdekt van een dier waarvan het duidelijk was dat het om een zware planteneter ging met stekels. Het jaar daarop werden die door Richard Owen benoemd als Omosaurus. Later zou blijken dat er al een Omosaurus was, een lid van de Phytosauria, en werd de stegosauriër hernoemd tot Dacentrurus. In de negentiende eeuw werd uit Engeland meer fossiel materiaal bij Omosaurus ondergebracht, waaronder exemplaren die later zouden worden hernoemd tot Lexovisaurus en Loricatosaurus. Hoewel deze vondsten duidelijk maakten dat er een speciaal type dinosauriër was, zouden ze onvoldoende geweest zijn een goed beeld daarvan te geven. Zo zat er geen enkele schedel tussen.
In 1877 echter benoemde de Amerikaanse professor Othniel Charles Marsh het geslacht Stegosaurus gebaseerd op een fossiel dat jaar gevonden in Wyoming. Meteen benoemde hij ook een orde, de Stegosauria. Eerst begreep ook Marsh niet heel goed hoe deze stegosaurïers in elkaar staken. Zo nam hij aan dat de rugplaten plat op de huid lagen als een pantser — vandaar de naam "daksauriër" — en de stekels zijwaarts uit de achterkant van de schedel staken. Al snel echter stelden volgende opgravingen hem in staat het skelet vrij nauwkeurig te reconstrueren en in 1882 te publiceren. Hierdoor werden de stegosauriërs erg bekend onder een groter publiek. Het grote aantal exemplaren — Marsh liet tussen 1877 en 1888 een twintigtal skeletten verzamelen — vertegenwoordigt nog steeds een belangrijk deel van wat er ooit aan stegosauriërs gevonden is. Sommige van de Amerikaanse vondsten bleken later toch van de eigenlijke Stegosaurus te verschillen. Zo werd in 1908 in Wyoming een skelet opgegraven dat uiteindelijk benoemd zo worden als Alcovasaurus.
In 1909 kwam het tot een volgende belangrijke vondst toen de Duitse expeditie naar de Tendaguru in Duits Oost-Afrika tot haar verrassing op verschillende concentraties van stegosauriërfossielen stuitte. Vele honderden botten werden tot 1912 opgegraven van een vijftigtal individuen, het grootste aantal dat ooit van stegosauriërs is aangetroffen. Hoewel het grotendeels om losse beenderen ging, kon daaruit toch het volledige skelet worden gereconstrueerd van wat in 1915 als Kentrosaurus werd benoemd. Kentrosaurus toonde een type dat duidelijk van Stegosaurus afweek: klein en met lange rijen stekels.
Na 1912 werden door westerse onderzoekers lange tijd geen belangrijke opgravingen van stegosauriërs verricht. Dinosauriërs in het algemeen kregen in deze periode weinig belangstelling. Omdat de groep, wat het aantal bekende soorten betrof, vrij klein was, werden vaak de ankylosauriërs en soms zelfs de Ceratopia maar onder de Stegosauria gerekend. De wetenschappelijke literatuur uit die tijd kan op dit punt voor een moderne lezer dus aanleiding geven tot misverstanden.
In 1957 kwam het tot een eerste aanwijzing dat China een belangrijke bron van stegosauriërfossielen kon worden toen de resten van Chialingosaurus ontdekt werden. In de jaren zeventig en tachtig vond men ook Chungkingosaurus, Wuerhosaurus, Tuojiangosaurus, Huayangosaurus, Yingshanosaurus en Gigantspinosaurus. De stroom aan nieuwe fossielen hing samen met de grote uitbreiding van de infrastructuur van het land, waardoor de kans groter werd dat graafwerkzaamheden op botten stuitten, gecombineerd met de officiële Chinese staatsideologie die een wetenschappelijke benadering van de werkelijkheid beklemtoonde. Een probleem was dat de onervaren Chinese onderzoekers bij hun beschrijving geen steun hadden bij modern Westers onderzoek daar dit grotendeels ontbrak. Ook schoot de opslag van de fossielen tekort waardoor er veel later weer zoek zouden raken.
Op het eind van de twintigste eeuw was er de zogenaamde "dinosauriërrenaissance", een hernieuwde belangstelling voor de Dinosauria, wat onder meer een snelle groei van het aantal ontdekte soorten ten gevolge had. De stegosauriërs profiteerden daar echter maar matig van. Ten dele werd dit veroorzaakt door het feit dat de belangrijkste nieuwe vondstgebieden in Argentinië lagen — waar stegosauriërs wellicht nooit aanwezig geweest zijn, hoewel in 2013 fragmentarische mogelijke resten uit het Onder-Krijt gemeld zijn — en in het Onder-Krijt van China, in welke tijd ze al sterk in diversiteit waren verminderd. Uit China is in 2007 Jiangjunosaurus beschreven, een vrij beperkte vondst. Wel werden de oude groeven uit Noord-Amerika en Europa weer productief. In 2001 werd uit Wyoming Hesperosaurus beschreven, al ontdekt in 1985, waarvan later een aantal aanvullende vrij complete skeletten opgegraven werden. In 1999 werd in Portugal Miragaia ontdekt, voornamelijk bestaande uit een nek.
De volgende tijdbalk zet de ontdekkingen van stegosauriërgeslachten in een chronologische volgorde; het jaar van hun benoeming ligt later, in het geval van Loricatosaurus en Alcovasaurus meer dan een eeuw. De tijdbalk begint in 1824, het jaar waarin de eerste Mesozoïsche dinosauriër benoemd werd, Megalosaurus.